# Minuartia pichleri
Minuartia pichleri är en nejlikväxtart som först beskrevs av Pierre Edmond Boissier, och fick sitt nu gällande namn av René Charles Maire och Petitmengin. Minuartia pichleri ingår i släktet nörlar, och familjen nejlikväxter. Inga underarter finns listade i Catalogue of Life.